# Sălașu de Sus
Sălașu de Sus es una comuna ubicada en el distrito de Hunedoara, Rumania.

## Superficie
Cuenta con una superficie de 223,0 kilómetros cuadrados.

## Demografía
Hasta 2021 la población era de 2142 habitantes, con una densidad de población de 9,604 habitantes por kilómetro cuadrado.